# 헤더 토마스

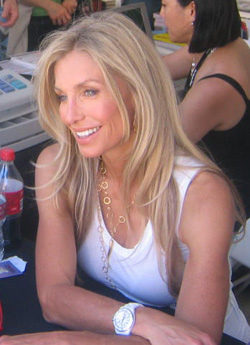

헤더 토머스(Heather Thomas, 1957년 9월 8일 ~ )는 미국의 각본가, 배우이다.
그리니치에서 태어났다.

## 출연 작품
- 마이 자이안트 (1998, My Giant)
- 어게인스트 더 로 (1997년)
- 위기의 여자 (1993년)
- 레드 블러드 (1990년)
- 사랑의 디자이너 (1989년)
- 특공대작전 4 - 오리엔트 특급 작전 (1988년)
- 사이클론 (1987년)
- 바니의 소동 (1982년)

### 텔레비전
- 더 폴 가이 (1981-86)
- 사랑의 유람선 (1983)